# Hyporhagus alvarengai
Hyporhagus alvarengai is een keversoort uit de familie somberkevers (Zopheridae). De wetenschappelijke naam van de soort werd in 1976 gepubliceerd door Heinz Freude.